# Bonaventura Peeters

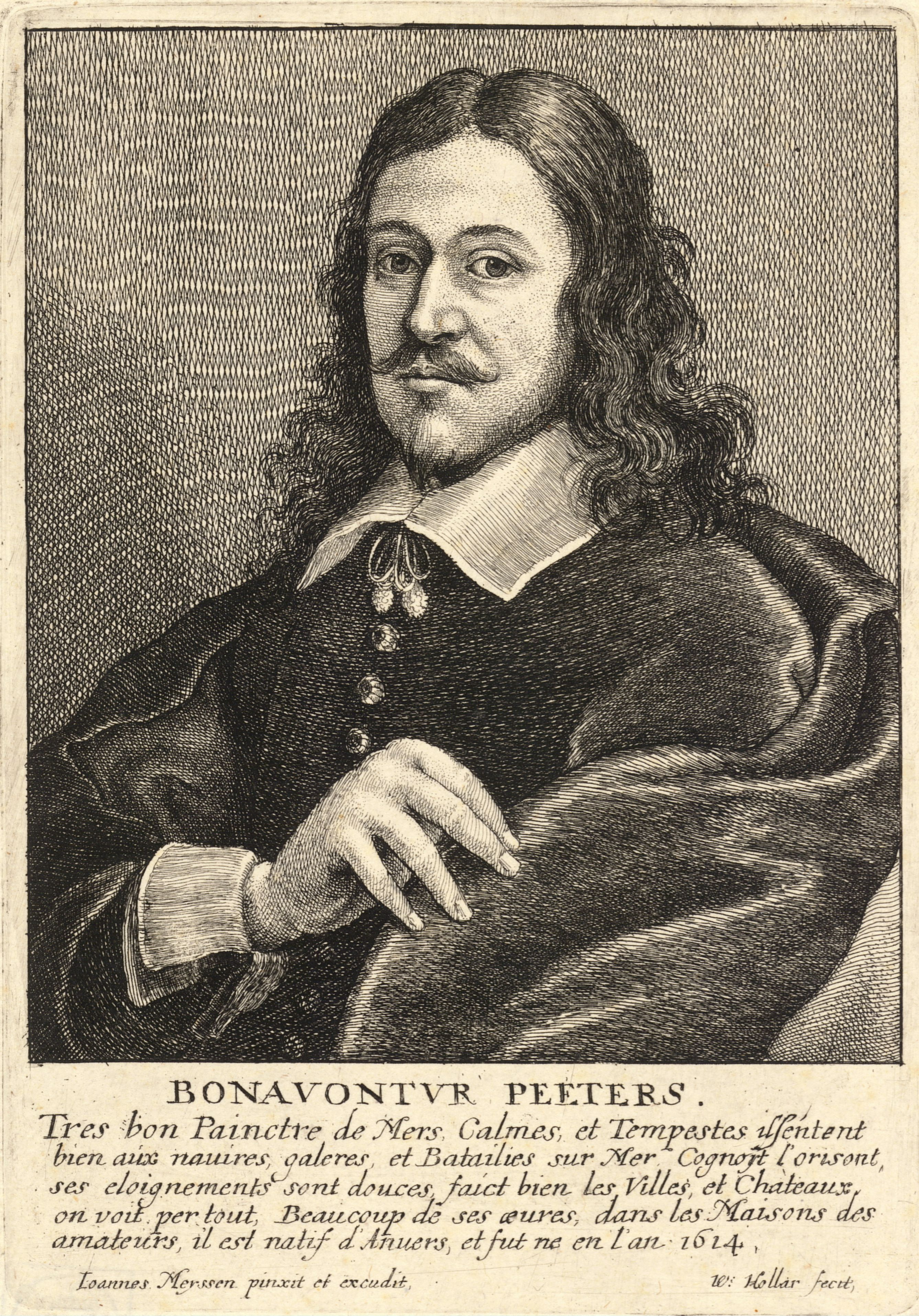
Samtida kopparstick av Bonaventure Peeters, stucket av Wenceslas Hollar.

Bonaventura Peeters, född 23 juli 1614, död 25 juli 1652, var en flamländsk marinmålare.
Peeters behandlade med förkärlek storm och skeppsbrott men arbetade även i Jan van Goyens stil. Tillsammans med sin bror Gillis Peeters (1613-1653) ledde han en verkstad först i Antwerpen, sedan i Hoboken. I verkstaden utbildades deras yngre syskon, Jan Peeters (1624-1680) och Catharina Peeters, samt deras barn, av vilka Gillis son Bonaventura Peeters d.y. blev den mest betydande. Syskonens konstverk är alla närbesläktade i stil.